# Maruina garota
Maruina garota är en tvåvingeart som beskrevs av Charles L. Hogue 1973. Maruina garota ingår i släktet Maruina och familjen fjärilsmyggor. Inga underarter finns listade i Catalogue of Life.